# Nombre 160
El nombre 160 (CLX) és el nombre natural que segueix el nombre 159 i precedeix el nombre 161.
La seva representació binària és 10100000, la representació octal 240 i l'hexadecimal A0.
La seva factorització en nombres primers és 2⁵×5; altres factoritzacions són 1×160 = 2×80 = 4×40 = 5×32 =8×20 = 10×16. És un nombre d'Erdős-Woods.